# Adam Czerny-Szwarzenberg
Adam Czerny-Szwarzenberg herbu Nowina – miecznik oświęcimsko-zatorski, starosta krzeczowski w latach 1759–1769, starosta parnawski w 1745 roku, poseł na sejm 1748 roku z województwa krakowskiego.